# Maurycy Spokorny

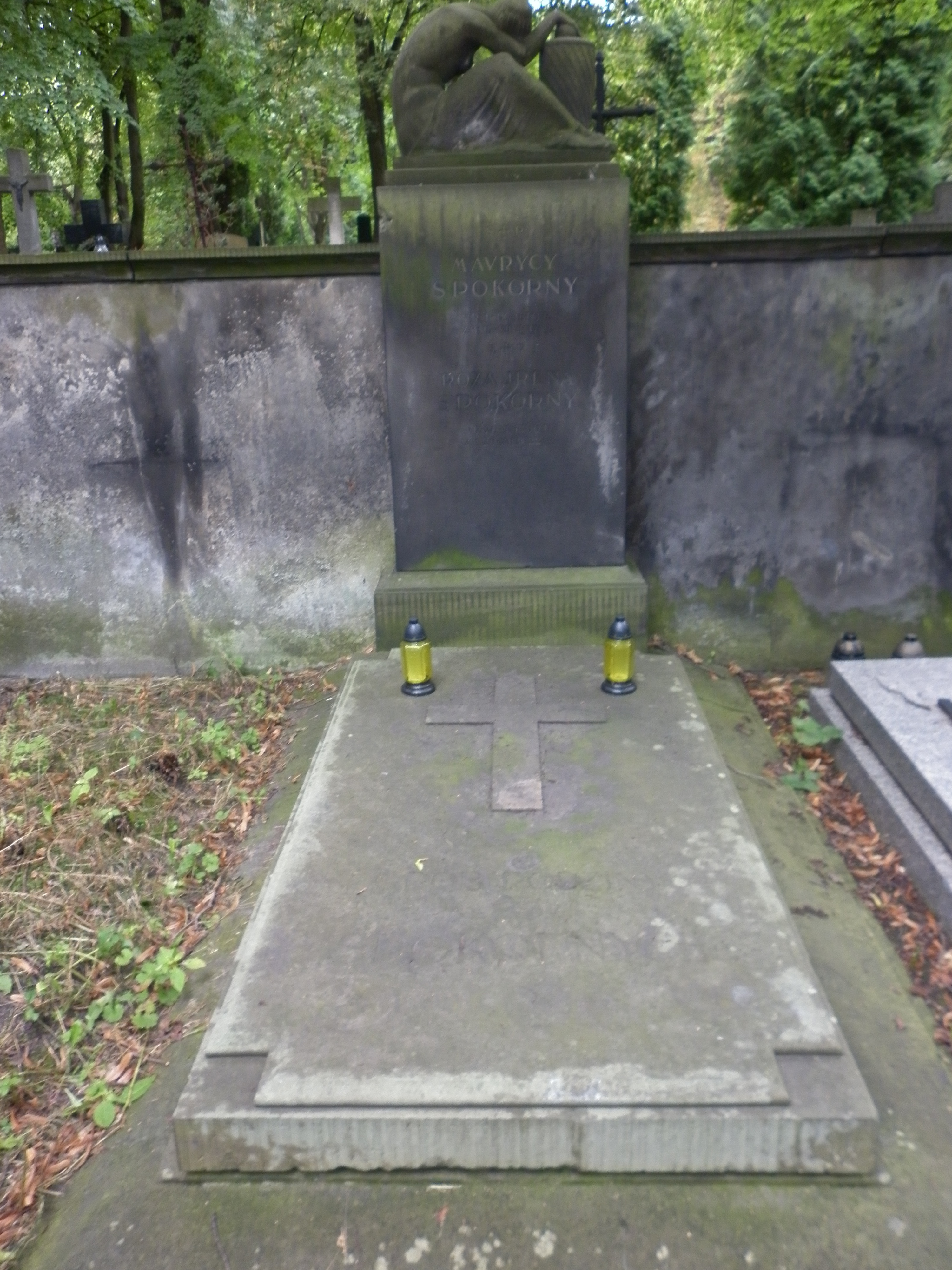
Grób Maurycergo Spokornego na cmentarzu Powązkowskim w Warszawie

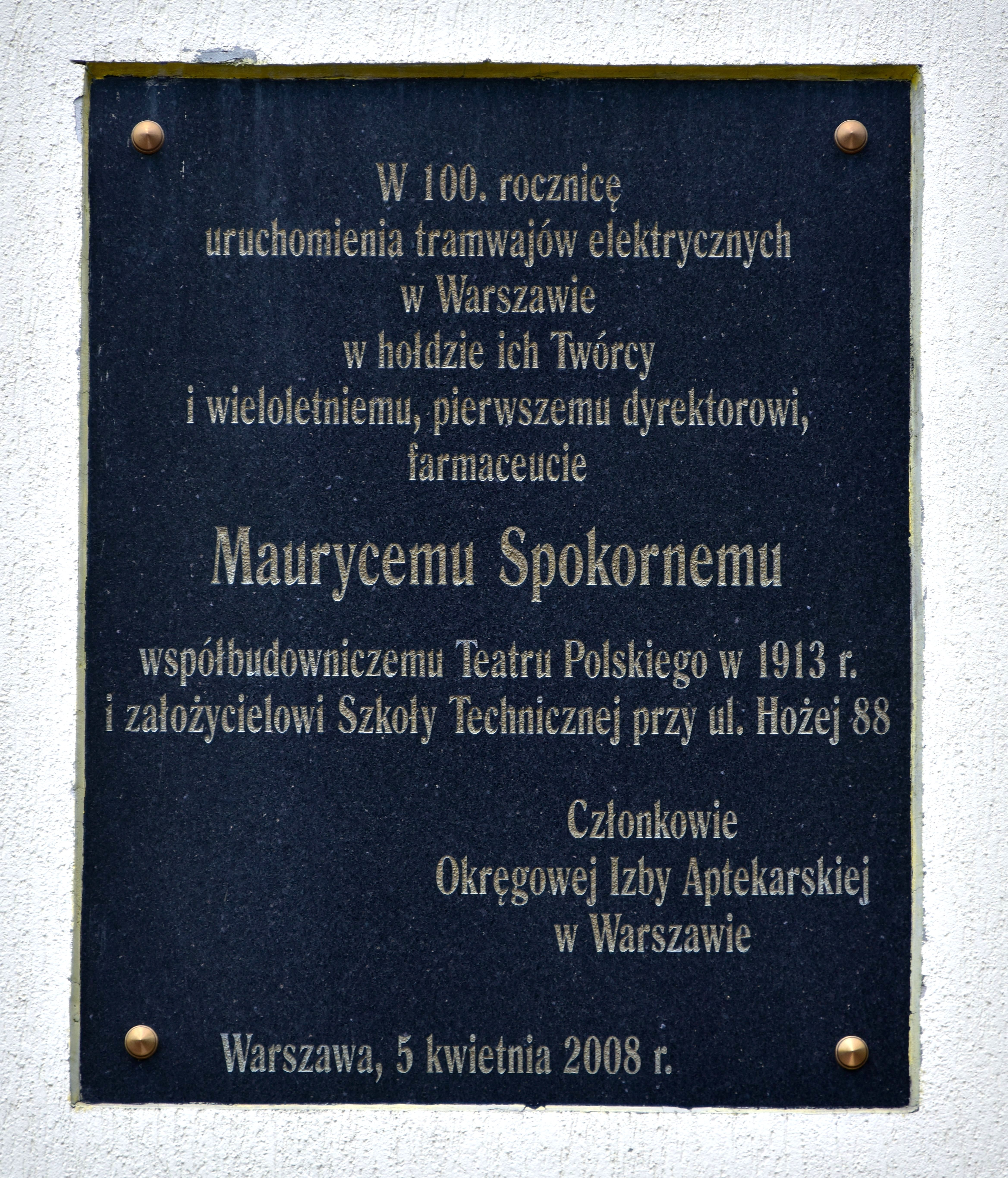
Tablica upamiętniająca Maurycego Spokornego na budynku dyrekcji Tramwajów Warszawskich przy ul. Siedmiogrodzkiej 20

Maurycy (pierw. Mojżesz) Spokorny (ur. 1 sierpnia 1859 w Ostrołęce, zm. 18 grudnia 1917 w Warszawie) – aptekarz, działacz gospodarczy i społeczny pochodzenia żydowskiego, konwertyta na katolicyzm, ostatni dyrektor tramwajów konnych i pierwszy dyrektor tramwajów elektrycznych w Warszawie, współfundator Teatru Polskiego w Warszawie.

## Działalność gospodarcza i społeczna
Wstępną praktykę aptekarską odbył w aptece Wilbuszewicza w Białymstoku, następnie studia farmaceutyczne w Warszawie, które ukończył 17 marca 1884. Po otrzymaniu dyplomu wyjechał do Łodzi. Tam ożenił się z córką łódzkiego fabrykanta Friedländera – Rozalią (fabryka Friedländera i Thienemana mieściła się przy ul. Spacerowej; dziś al. T. Kościuszki). W 1884 kupił od Fryderyka Müllera aptekę przy ul. Piotrkowskiej 46, który z kolei kupił od Józefa Gebla aptekę przy ul. Piotrkowskiej 25 (obecnie 22). Prowadził ją do 1890, kiedy to zamienił się z F. Müllerem na lokale. Müller wrócił na Piotrkowską 46, a Spokorny objął jego lokal przy ul. Piotrkowskiej 25 (ob. 22). Tę prowadził do wyjazdu do Warszawy w 1903, kiedy to sprzedał ją spółce łódzkich aptekarzy – Michałowi Lipcowi i Józefowi Zundelewiczowi.
Jednocześnie zajął się wraz z Ottonem Tinemannem produkcją środków opatrunkowych w ich fabryczce przy obecnej ul. Dowborczyków 29, pierwszej o tym profilu produkcji w Królestwie Polskim.
Równocześnie działał na innych polach gospodarczych i społecznych, był np. prezesem żydowskiego Stowarzyszenia Pielęgnowania Chorych „Bikur Cholim” w Łodzi. Przede wszystkim jednak został, około 1894, plenipotentem (przedstawicielem) niemieckiego koncernu elektrotechnicznego „Siemens i Halske” do sprawy otrzymania przez ten koncern koncesji na budowę elektrowni i sieci miejskich tramwajów elektrycznych w Łodzi, będąc jednym z konkurentów w tej kwestii. Jego starania zakończyły się połowicznym sukcesem, ponieważ rywalizację o sieć tramwajową wygrała grupa łódzkich fabrykantów pod kierownictwem Juliusza Kunitzera, która podpisała koncesję z władzami miasta 1 lutego?/13 lutego 1897 na budowę sieci tramwajów elektrycznych, natomiast koncesję na elektrownię otrzymał „Siemens”.
Nie porzucił jednak zainteresowania inwestycjami tramwajowymi. W roku 1903 przeniósł się do Warszawy, likwidując całkowicie swoje łódzkie interesy, gdzie rozpoczął pracę w tamtejszym przedsiębiorstwie konnej komunikacji tramwajowej. Od marca 1902 kierował opracowaniem projektów technicznych i planów finansowych ich elektryfikacji, ponieważ dotychczasowy koncesjonariusz, belgijskie towarzystwo, któremu kończyła się koncesja, nie był zainteresowany tą kwestią. W styczniu 1903 wszedł do zarządu tramwajów konnych (styczeń 1903 – styczeń 1907) jako jego dyrektor (pozostali czterej członkowie zarządu to: książę Seweryn Czetwertyński, ks. Michał Woroniecki, ks. Maciej Mikołaj Radziwiłł, J. Herman). Zapewne, dalej działając w interesie „Siemensa i Halske” i nie chcąc powtarzać porażki w Łodzi, w styczniu 1903 związał się z grupą warszawskich inwestorów (m.in. z kręgu polskiej magnaterii: Seweryna Czetweryńskiego, Macieja Mikołaja Radziwiłła i Michała Woronieckiego), w projekcie elektryfikacji tramwajów warszawskich, która w tym celu utworzyła Towarzystwo Akcyjne Tramwajów Miejskich w Warszawie i które w tym samym roku wygrało przetarg na sieć tramwajów elektrycznych. Całość tej inwestycji zrealizował „Siemens i Halske”. Uruchomiono je w 1908. Były drugimi sieciami tramwajów elektrycznych na terenie Królestwa Polskiego (łódzkie uruchomiono w grudniu 1898).
W 1902 przeszedł z judaizmu na katolicyzm. W 1903 wzniósł 6-kondygnacyjną kamienicę w Alejach Ujazdowskich 19, róg ul. F. Chopina projektu łódzkiego architekta Dawida Landego, z przeznaczeniem na dom dochodowy (kamienica została zniszczona podczas II wojny światowej, a pozostałości rozebrano w 1947).
W ramach realizacji projektu tramwajów elektrycznych był inicjatorem budowy dla nowego systemu elektrowni przy ul. Przyokopowej 28 (obecnie siedziba Muzeum Powstania Warszawskiego). Po uruchomieniu pierwszej linii tramwaju elektrycznego 26 marca 1908 został naczelnym dyrektorem nowego przedsiębiorstwa Tramwaje Miejskie w Warszawie oraz został członkiem ich zarządu. Na stanowisku dyrektora pozostał do 1916, kiedy został usunięty przez niemieckie władze okupacyjne, które jako pretekst wykorzystały strajk tramwajarzy, jaki miał wtedy miejsce.
Jako dyrektor tramwajów elektrycznych osobiście angażował się w organizowanie specjalistycznych kursów dla motorniczych, konduktorów i kadry technicznej. Był inicjatorem założenia zakładowej Kasy Zapomogowo-Pożyczkowej oraz wspierał działania na rzecz edukacji dzieci pracowników tramwajów. Założył dla nich trzy bezpłatne przedszkola (zwane podówczas „ochronkami”), a w 1912 doprowadził do utworzenia tramwajowej Szkoły Przemysłowo-Rzemieślniczej finansowanej przez przedsiębiorstwo, której budowę rozpoczęto przy ul. Hożej 88 (zakończona i otwarta po I wojnie światowej). Tymczasowo uruchomił, w październiku 1912, klasę zawodową w budynku prywatnej szkoły Pawła Chrzanowskiego późniejsze Gimnazjum Miejskie im. gen. J. Sowińskiego. Kierując przedsiębiorstwem dbał o przyjmowanie do pracy „na tramwajach” przede wszystkim Polaków.
W 1911 znalazł się w gronie inicjatorów towarzystwa akcyjnego Elektryczność – Gaz – Trakcja, którego celem działalności była budowa i eksploatacja przedsiębiorstw w zakresie wymienionym w nazwie. Między innymi zaproponowało ono władzom Kalisza budowę elektrowni, wykupiła elektrownię w Sosnowcu, przygotowywało się też do budowy sieci podmiejskich tramwajów elektrycznych  w tym rejonie, ale przegrała tę rywalizację z grupą warszawskich i łódzkich fabrykantów, powiązanych ze spółką eksploatującą sieć podmiejskich tramwajów w okolicach Łodzi (Łódzkie Wąskotorowe Elektryczne Koleje Dojazdowe).
W 1913 wspólnie z A. Wyszniegradzkim i grupą łódzkich fabrykantów uzyskał koncesję na budowę podmiejskiej linii kolejowej z Grodziska przez Warszawę do Otwocka. Realizacji przeszkodził wybuch I wojny światowej.
Z racji kierowania warszawskimi tramwajami w wielu artykułach i publikacjach – z kręgu autorów warszawskich – dotyczących tego przedsiębiorstwa mylnie przypisuje mu się posiadanie tytułu inżyniera.

## Mecenas sztuki i artystów
Obok działalności gospodarczej aktywnie interesował się kulturą. Był jedną z pierwszych osób, którym Arnold Szyfman przedstawił projekt budowy Teatru Polskiego w Warszawie i wspólnie z Władysławem Potockim wziął na siebie część kosztów budowy tego teatru (m.in. kupno placu przy ul. Karasia, projekty żelaznej kurtyny przeciwpożarowej oraz sceny obrotowej). Teatr otwarto 29 stycznia 1913.
Jeden z głównych inicjatorów założonego w 1912 Towarzystwa Akcyjnego Budowy i Eksploatacji Teatrów w Królestwie Polskim, którego został wiceprezesem.
Współpracował przy elektryfikacji Zamku Królewskiego w Warszawie.
Był też bibliofilem (duży zbiór opatrzony własnym ekslibrisem) i kolekcjonerem malarstwa polskiego, a także członkiem dożywotnim (jako ofiarodawca dzieł malarskich) Towarzystwa Zachęty Sztuk Pięknych w Warszawie.
Arnold Szyfman w swoich wspomnieniach określił go mianem człowieka rozsądnego i praktycznego. Muzyk Roman Jasiński wspominał, że Spokorny miał gest szeroki, iście wielkopański.

## Życie rodzinne
Rodzice: Jan i Teofila Bernstein. Żona: Rozalia Friedländer (październik 1866 – grudzień 1922), córka łódzkiego fabrykanta. Córki: Maria, Zofia, Joanna i Wanda. Wszystkie wydał za Polaków (za „nie pachnących groszem artystów” jak wspominał Roman Jasiński).
Po śmierci spoczął na cmentarzu Powązkowskim w Warszawie (kw. 220, rząd 1/2m, grób 25). Na jego grobie piękny secesyjny pomnik przedstawiający nagą kobietę gaszącą płomień życia, autorstwa L. Topolskiego.

## Upamiętnienie
- 5 kwietnia 2008, z okazji 100-lecia tramwajów elektrycznych w Warszawie, na ścianie budynku administracyjnego zajezdni Wola, członkowie warszawskiej Okręgowej Izby Aptekarskiej, przy współudziale dyrekcji Tramwajów Warszawskich, odsłonili tablicę pamiątkową.
- 10 stycznia 2010 na północnym ryzalicie elewacji frontowej gmachu Teatru Polskiego w Warszawie została odsłonięta tablica pamiątkowa na jego cześć, ufundowana również przez Okręgową Izbę Aptekarską w Warszawie.